# Hyalinetta
Hyalinetta är ett släkte av fjärilar. Hyalinetta ingår i familjen mätare.
Kladogram enligt Catalogue of Life:
| Hyalinetta | \| \| Hyalinetta circumflexa \| \| \| \| \| \| Hyalinetta circumflexaria \| \| \| \| \| \| Hyalinetta megaspila \| \| \| \| |
|            | \| \| Hyalinetta circumflexa \| \| \| \| \| \| Hyalinetta circumflexaria \| \| \| \| \| \| Hyalinetta megaspila \| \| \| \| |
|            | Hyalinetta circumflexa |
|            | |
|            | Hyalinetta circumflexaria                                                                                                   |
|            | |
|            | Hyalinetta megaspila |
|            | |